# Brasiliens historie
Brasiliens historie begynder med ankomsten af den første oprindelige befolkning for over 8.000 år siden til Brasiliens nuværende territorium. I år 1500, da den portugisiske opdagelsesrejsende Pedro Álvares Cabral nåede til den brasilianske kyst, var hele landet beboet af halvnomadiske stammer, der klarede sig som kombinerede fiskere, jæger/samlere og agerdyrkere.
Den første permanente portugisiske bosættelse – São Vicente, en kystby lige syd for den sydlige vendekreds – blev grundlagt i 1532. Fra det 16. til det 18. århundrede, var Brasilien en portugisisk koloni. I begyndelsen udnyttede man især brasiltræ, og senere dyrkede man sukkerrør. I denne periode blev de fleste indianere udryddet, fordrevet eller assimileret, desuden blev afrikanske slaver i stort antal hentet til området. Den 7. september 1822 erklærede landet sin uafhængighed fra Portugal og blev et konstitutionelle monarki, det Brasilianske Rige. Ved et militærkup i 1889 blev der oprettet en republikansk regering. Landet har lige siden været en demokratisk republik, bortset fra tre perioder med åbenlyst diktatur (1930-1934, 1937-1945, og 1964-1985).
Gennem det meste af Brasiliens historie som uafhængigt land har dets politik været domineret af landbrugsoligarkier på alle regeringsniveauer. Deres indflydelse blev mindre (men på ingen måde afskaffet) efter revolutionen i 1930, hvor staten begyndte at gøre sig bemærket som en magt i sig selv, med støtte fra den spirende industrielle sektor og gennem at kontrollere fagbevægelserne inden for industrien. Ikke desto mindre, på trods af alle regimeændringer, har brasiliansk politik hele tiden været domineret af en relativt lille elite og har hvilet på de samme konservative principper, hvilket har medført en af de mest ulige indtægtsfordelinger i den vestlige verden.
Takket være store naturressourcer og billig arbejdskraft er Brasilien i dag Sydamerikas førende økonomiske magt, verdens niendestørste økonomi og har den femtestørste befolkning. Fernando Henrique Cardosos (1995-2002) politik med det formål at begrænse inflationen førte til, at industriens produktion faldt, og den offentlige gæld steg til over 55 procent af det årlige BNP. Afledte konsekvenser af den økonomiske krise i Asien medførte en devaluering af valutaen i 1999, selvom landet modtog 41,5 milliarder dollar fra den Internationale Valutafond (IMF). Væksten i det reelle BNI forblev tæt på stagnationsniveau (2 procent pr. år samtidig med en demografisk vækst på 1,5 procent). Den senere Cardoso-ledede regering blev igen udfordret af stigende inflation og renter, og skattetrykket steg til det rekordhøje 40 procent af BNI.
Disse socio-økonomiske problemer var medvirkende til, at den tidligere fagforeningsformand Luiz Inácio Lula da Silva i 2001 blev valgt som Brasiliens første venstreorienterede præsident på løftet om, at han ville få landet tilbage på en kurs mod økonomisk vækst, men stadig med respekt for en ortodoks økonomisk politik – særligt for at undgå at måtte ty til udenlands- eller offentlig gæld. Lula havde nogen succes med at skabe en gennemslagskraftig, brasiliansk udenrigspolitik, mens han kæmpede med problemerne med ulighed, offentlig gæld, forholdsvis høje skatter og med at tiltrække udenlandske investeringer i landet. Efter halvandet år i embedet var der en tydelig forbedring i Brasiliens betalingsbalance, valutabeholdning og handelsbalance, mens den økonomiske vækst endnu ikke er kommet rigtigt i gang.

## De første brasilianere
Det brasilianske territorium har været beboet i mindst 8.000 år. Herkomsten af de første brasilianere, som blev kaldt "indianere" (índios) af portugiserne, er arkæologerne stadig uenige om. Det traditionelle synspunkt er, at de første brasilianere var en del af den første folkevandringsbølge af jægere, der kom til Amerika fra Sibirien, over Beringstrædet. Nogle arkæologer mener dog, at der er tegn på en meget ældre befolkning, der er morfologisk forskellig fra de asiatiske jægere og mere ligner de oprindelige befolkninger i Afrika og Australien, som blev erstattet eller absorberet af de sibiriske jægere.
Andesbjergene og bjergkæderne i det nordlige Brasilien dannede en ganske skarp grænse mellem de bosatte landbrugscivilisationer på Sydamerikas vestkyst (hvor de urbaniserede bystater og det enorme Inkarige opstod) og halvnomadiske stammer i østen, der aldrig udviklede skrevne optegnelser eller permanent, monumental arkitektur. Af den grund ved man meget lidt om Brasilien før 1500. Arkæologiske fund (primært potteskår) afslører en lille smule om et komplekst mønster af regional, kulturel udvikling, intern folkevandring og lejlighedsvise store statslignende føderationer.
Da de første europæiske opdagelsesrejsende ankom, var alle dele af territoriet beboet af halvnomadiske, indianske stammer, der klarede sig som kombinerede fiskere, jæger/samlere og agerdyrkere. Befolkningstætheden var dog ganske lav; det totale antal anslås til omkring en million mennesker (men nye arkæologiske fund, som dem der nævnes ovenfor, synes at antyde et langt højere tal). Selvom mange brasilianske indianere bukkede under for massakrer, sygdomme og strabadserne ved slaveri og fortrængning, blev mange optaget i den brasilianske befolkning. Nogle få stammer klarer sig stadig med deres levevis, fra før landet blev opdaget; de bor i fjerne egne af Amazonregnskoven.
Den nuværende brasilianske kultur indeholder mange træk fra disse folks kulturer, blandt andre udviklingen af afgrøder som cassavaen (der stadig er en vigtig bestanddel af føden i landlige områder) og den omfattende viden om, hvordan man overlever i den tropiske jungle.

## Kolonitidens Brasilien
Pedro Alvares Cabral, en portugisisk søfarer, betragtes generelt som den første europæer, der nåede til Brasilien den 22. april 1500. Landet blev gradvis bosat af portugisere, der prøvede at undslippe fattigdom, og af adelige der fik tildelt koloniale rettigheder af kronen. Den koloniale administration i de næste to århundreder var baseret på et feudalt system, hvor begunstigede enkeltpersoner fik adelstitler og blev tildelt store landområder, kaldet capitanias; mange af disse magtområder blev til de nutidige brasilianske stater.
I det første århundrede efter dets europæiske opdagelse, var landets vigtigste eksportvare brasiltræ et stort træ, hvis stammer indeholder en værdsat, rød farve. Træet blev næsten udryddet på grund af rovdrift. Fra det 17. århundrede blev sukkerrør, der dyrkedes i plantager langs nordøstkysten, grundlaget for Brasiliens økonomi på grund af den store sukkerefterspørgsel i Europa. I begyndelsen prøvede bosætterne at bruge indianerne som arbejdskraft i markerne. (Den oprindelige udforskning af det indre Brasilien skyldtes primært para-militære eventyrere, bandeirantes, der søgte guld og indianske slaver i junglen.) Men indianerne viste sig at være uegnede som slaver af flere grunde, hvorfor de portugisiske godsejere vendte blikket mod Afrika, hvorfra de importerede millioner af slaver.
Nogle slaver flygtede fra plantagerne og prøvede at oprette uafhængige bosættelser (quilombos) i fjerne egne. Men disse bosættelser blev med tiden alle ødelagt af regerings- og private tropper, men krævede i nogle tilfælde lange belejringer og anvendelse af artilleri. Afrikanerne kom alligevel til at udgøre en betydelig del af den brasilianske befolkning; og selv før slaveriets ophør (1850) begyndte de at blande sig med de portugisiske bosættere, som indianerne tidligere havde gjort.

## Det Brasilianske Rige
I 1808 flyttede kong João 6. af Portugal, der var på flugt fra Napoleons hær, regeringssædet til Brasilien. Selvom den kongelige familie vendte tilbage til Portugal i 1821, medførte deres ophold i landet et stigende ønske blandt brasilianerne om at få uafhængighed. Den 7. september 1822 erklærede den daværende prinsregent Dom Pedro I Brasiliens uafhængighed og blev kronet som kejser.
Pedro I abdicerede i 1834, og, efter midlertidige regeringer ledet af udnævnt regenter, blev hans søn Pedro II kronet som kejser i en alder af 14 år. Borgerne kunne lide ham, men både godsejerne, der syntes han var for liberal, og de intellektuelle, der følte han ikke var liberal nok, var utilfredse med ham. Den vigtigste begivenhed under hans styre var slaveriets ophævelse i 1888.

## Den gamle republik (1889-1930)
Pedro II blev afsat den 15. november 1889 under et republikansk militærkup anført af general Deodoro da Fonseca, der blev landets første præsident. Landets navn blev Brasiliens Forende Stater (som i 1967 blev ændret til den Føderative Republik Brasilien). Fra 1889 til 1930, var regeringen et konstitutionelt demokrati, hvor præsidenten skiftevis kom fra de dominerende stater, São Paulo og Minas Gerais.
I slutningen af det 19. århundrede begyndte kaffe at erstatte sukker som landets vigtigste eksportafgrøde. Kaffehandlen fik Brasilien til at trives økonomisk, hvilket tiltrak mange europæiske immigranter – særligt fra Italien og Tyskland. Denne tilførelse af arbejdskraft gjorde det muligt for landet også at udvikle en industriel økonomi og udvide sig væk fra kysten.
Denne periode, kendt som den "gamle republik", sluttede i 1930 med et militærkup, der gjorde civilisten Getúlio Vargas til præsident.

## Vargasæraen (1930-1954)
Getúlio Vargas kom til at dominere brasiliansk politik i et kvart århundrede og er dermed en af de mest betydningsfulde politikere i Brasilien i moderne tid. Han var diktator i perioden 1930-1934, præsident valgt af kongressen i perioden 1934-1937, diktator igen i perioden 1937-1945 og præsident i perioden 1950-1954. Brasiliens største problem var, ifølge Vargas, den føderale struktur. Den føderale regering var for svag i forhold til de magtfulde delstater, særligt Minas Gerais og São Paulo, som havde domineret politikken indtil da. Vargas opløste derfor både den føderale og de delstatslige parlamenter. Delstaternes valgte guvernører blev erstattet med "interventorer," ledere udnævnt af den føderale regering.
Som præsident havde Vargas sin støtte i arbejderklassen. Han førte en populistisk og nationalistisk politik, som var fokuseret på indadrettet vækst. En sådan model står i kontrast til de traditionelle eksportorienterede modeller, der siger, at velstanden øges med stigende eksport. Han ville have et mere differentieret erhvervsliv og opmuntrede til produktion af bomuld og gummi.
I februar 1932 blev almindelig stemmeret indført. Dette indebar også hemmelige valg, samt at det blev obligatorisk at stemme.
Frygt for en kommunistisk sejr førte til, at Vargas igen gennemførte et kup før præsidentvalget i 1937. Som ny diktator indførte han et regime, der fik navnet Estado Novo (den nye stat).
Vargas blev tvunget af militæret til at gå af i 1945. Eurico Gaspar Dutra blev valgt som ny præsident, mens Vargas blev senator i Rio Grande do Sul. Han brugte denne periode aktivt til at skaffe sig fornyet støtte. I præsidentvalget i 1950 vandt han også med næsten 50 procent af stemmerne. Vargas' tilslutning faldt imidlertid gradvist gennem hele præsidentperioden med stigende krav om, at Vargas skulle gå af. Da han vurderede ikke længere at have støtte i parlamentet eller hos militæret, begik han selvmord i præsidentpaladset i august 1954.

## Vækst og inflation (1954-1964)
Efter Vargas' død blev vicepræsident João Café Filho overgangspræsident, indtil et nyt præsidentvalg kunne afholdes i slutningen af 1955. Valget blev vundet af Juscelino Kubitschek, der under slagordet "halvtreds års udvikling på fem" ville fremme væksten inden for industrien og økonomien. Som et vigtigt symbol på denne satsning blev hovedstaden flyttet fra Rio de Janeiro til nybyggede Brasília i løbet af knap fem år. Samtidig satsede Kubitschek på støtte til brasiliansk industri, samt på at han ville få udenlandske investeringer til landet. Udenlandske bilindustrier som Ford, Volkswagen og General Motors byggede bl.a. fabrikker i São Paulo. Satsningen gav resultater, og i perioden fra 1957 til 1961 steg Brasiliens BNP med 7 procent om året. Den kraftige vækst satte dog også fart på inflationen, der nåede 39,5 procent i 1959 ("halvtreds års inflation på fem," ifølge oppositionen).
Ved præsidentvalget i 1960 vandt Jânio Quadros, men han gik af i løbet af et år og João Goulart overtog præsidentembedet. For at tæmme inflationen iværksatte Goulart økonomiske og sociale reformer. Disse reformer provokerede både Brasiliens elite og udenlandske vestlige grupperinger, der havde interesser i landet. I 1964 blev Goulart derfor afsat ved et militærkup, som blev støttet af amerikanske CIA.

## Militærdiktatur (1964-1985)
I perioden 1964-1985 var landet på ny et diktatur under en række generaler udnævnt af militæret. I de første år oplevede landet en stor økonomisk fremgang, men både udlandsgælden og inflationen steg kraftigt i slutningen af diktaturperioden. Regimet er siden blevet karakteriseret som et moderat militærdiktatur, hvor man ud over regeringspartiet ARENA tillod et oppositionsparti. Topartisystemet viste sig imidlertid at virke mod hensigten, da folk brugte det som et middel til at stemme for eller mod magthaverne. Nogen fagforeningsaktivitet var også tilladt. På trods af en relativt moderat linje både deporterede, fængslede og torturerede regimet sine modstandere. Man har anslået, at i denne periode blev over 400 regimemodstandere dræbt. De fleste af disse modstandere blev dræbt i anti-guerillakrigsførelsen, der fandt sted i Médicis præsidentperiode mellem 1969 og 1974. I slutningen af diktaturperioden gennemførte regimet gradvist flere liberaliseringer, hvor man tillod flere politiske partier, samtidig med at man indførte amnesti både for de forfulgte og deres forfølgere.

## Den nye republik (siden 1985)
Kombinationen af en svag nationaløkonomi og massedemonstrationer i Rio de Janeiro og São Paulo medførte, at militæret trak sig fra magten i 1985. Finansmanden Tancredo Neves vandt i et indirekte præsidentvalg, men døde på grund af sygdom før han nåede at blive indsat som præsident. Dødsfaldet var et chok for det nye demokrati, og omkring to millioner mennesker samlede sig i gaderne i São Paulo under Neves begravelse.
Vicepræsident José Sarney overtog præsidentposten. På trods af sin Cruzado-plan, der skulle få styr på økonomien igen, gik man fra inflation til hyperinflation i hans præsidentperiode. Trods dybe politiske modsætninger i regeringen lykkedes det at få vedtaget en ny grundlov i 1988, helt i slutningen af Sarneys præsidentperiode.

### Korruption under Collor de Mello
Ved præsidentvalget i 1989 vandt Fernando Collor de Mello over udfordreren Luiz Inácio Lula da Silva. Collor de Mello ønskede at åbne og revitalisere Brasiliens økonomi. Hans hårdhændede økonomiske politik mødte imidlertid gradvis større modstand, efterhånden som de negative konsekvenser blev mere og mere synlige. Det blev dog hans indblanding i en stor korruptionsskandale, der gjorde, at han måtte forlade præsidentposten. Den 29. december 1992 forlod Collor de Mello præsidentposten, og nogle timer senere stemte Senatet for, at han var skyldig og fratog ham alle politiske rettigheder for en periode på otte år. Collor de Mello flygtede derefter til selvpålagt eksil i Miami i USA.

### Fremgang under Cardoso
Vicepræsident Itamar Franco overtog præsidentembedet. Han fremstod som en farveløs person, der ikke var i stand til at tage fat i Brasiliens økonomiske udfordringer. I stedet skulle Fernando Henrique Cardoso, som blev valgt som ny finansminister i 1994, lancere en økonomisk kur, der viste sig at fungere. Gruppen omkring ham havde studeret Sarneys Cruzado-plan og havde klare meninger om, hvad der var slået fejl. Cardosos nye Plano Real indførte blandt andet den nye valuta, real. Den nye plan førte til, at inflationen faldt fra 913 procent i 1994 til 19 procent i 1995, samtidig med at BNP steg markant.
Den umiddelbare effekt af Plano Real var antagelig årsagen til, at Cardoso vandt præsidentvalget i efteråret 1994. Oppositionen og dens leder Lula da Silva lå i begyndelsen af valgkampen klart i spidsen, men efterhånden som økonomien forbedrede sig, fik Cardoso gradvist overtaget. Han endte med at vinde med 54 procent af stemmerne.

Cardoso overtog præsidentposten den 1. januar 1995. I hans præsidentperiode blev også grundloven ændret, således at præsidenten kunne genvælges til en anden præsidentperiode. Cardoso vandt valget i 1998 og var dermed præsident frem til udgangen af 2002. Hans præsidentperioder fortsatte en politik, der byggede på Plano Real. Dette indebar blandt andet en nedbygning af toldbarrierer, indmelding i frihandelssamarbejdet Mercosul, samt at budgetunderskud ikke var tilladt. Han privatiserede også en del statslige selskaber. Cardoso gjorde ikke noget markant ved korruptionen eller de regionale og sociale uligheder, der er så fremtrædende i Brasilien.

### Karismatiske Lula
Valget af Luiz Inácio Lula da Silva som præsident markerer et skifte i brasiliansk politik. For første gang fik landet en præsident, der ikke tilhørte den økonomiske og politiske elite i landet. Den tidligere fagforeningsmand og hans Partido dos Trabalhadores (Arbejderpartiet) har traditionelt stået for en venstreorienteret politik. Både Lula og Partido dos Trabalhadores har dog modereret deres politik, således at den er mere pragmatisk og midtersøgende. Lula ønskede alligevel at tage de sociale problemer i landet alvorligt og har blandt andet iværksat projektet Fome Zero (nul sult), samt fået øget den lovbestemte minimumsløn. De sociale problemer i Brasilien er dog omfattende, og Lula har kæmpet for at få gennemført mærkbare ændringer.
Under Lulas præsidentperiode har Brasilien fortsat sin positive økonomiske udvikling og betalt af på udenlandsgælden. Samtidig har Amnesty International beskyldt ham og regeringen for ikke at respektere den indianske urbefolknings krav om kontrol over sine oprindelige områder. Sommeren 2005 blev det kendt, at Partido dos Trabalhadores og indirekte også præsident Lula var involveret i en omfattende korruptionsskandale. Blandt andet var Lulas valgkamp finansieret af penge fra en hemmelig fond på Bahamas. Lula undskyldte offentligt i fjernsynet, men hans position var alligevel svækket.
I juni 2006 proklamerede Lula, at han stillede op til sin anden præsidentperiode. På trods af de økonomiske skandaler blev han ved præsidentvalget den 29. oktober 2006 genvalgt som præsident.

### Første kvindelige præsident
Dilma Rousseff er den første kvindelige præsident i Brasiliens historie. Hun blev valgt til præsident med det Brasilianske Socialdemokrati (PSDB) i 2010 og blev indsat i embedet den 1. januar 2011. Ved præsidentvalget den 26. oktober 2014 blev hun genvalgt med en kneben sejr over modkandidaten Aécio Neves. Hun har en tidligere stærk venstreorienteret fortid, og kæmpede blandt andet i marxistiske guerillaer mod det daværende militærdiktatur fra 1964, og var fænslet fra 1970-72.

### Nuværende præsident
I 2018 blev Jair Bolsonaro valgt til præsident.